# Daley Thompson
Francis Morgan Oyodélé „Daley” Thompson (ur. 30 lipca 1958 w Londynie) – lekkoatleta brytyjski, wieloboista, dwukrotny mistrz olimpijski w dziesięcioboju i czterokrotny rekordzista świata w tej konkurencji.
Jako osiemnastolatek zadebiutował w dziesięcioboju na igrzyskach olimpijskich w 1976 w Montrealu, zajął wówczas 18. miejsce. W 1977 został mistrzem Europy juniorów. W 1978 został mistrzem igrzysk Wspólnoty Narodów w Edmonton w dziesięcioboju, a następnie srebrnym medalistą mistrzostw Europy w Pradze.
W maju 1980 ustanowił rekord świata w dziesięcioboju w Götzis w Austrii wynikiem 8648 pkt (w czerwcu tego roku stracił go na rzecz Guido Kratschmera). Zdobył złoty medal w tej konkurencji na igrzyskach olimpijskich w 1980 w Moskwie. W maju 1982 w Götzis odzyskał rekord świata uzyskując 8730 pkt, ale w sierpniu ponownie go utracił; tym razem nowym rekordzistą został Jürgen Hingsen z RFN. We wrześniu 1982 Thompson zdobył złoty medal na mistrzostwach Europy w Atenach i jednocześnie poprawił rekord świata na 8774 pkt. Zwyciężył również w igrzyskach Wspólnoty Narodów w 1982 w Brisbane.
Został złotym medalistą w dziesięcioboju na pierwszych mistrzostwach świata w 1983 w Helsinkach. Na igrzyskach olimpijskich 1984) w Los Angeles obronił tytuł mistrzowski, stając się jedynym takim lekkoatletą w historii obok Boba Mathiasa. Wynikiem 8797 pkt. wyrównał wówczas rekord świata Hingsena, lecz po wprowadzeniu nowych tabel wynik Thompsona przeliczono na 8847 punktów, co było samodzielnym rekordem świata (obecnie jest to siódmy wynik w historii światowej lekkoatletyki). Był to niepobity rekord świata przez 9 lat i rekord olimpijski przez 20 lat, do czasu aż czeski dziesięcioboista Roman Šebrle zdobył 8893 punkty na igrzyskach w Atenach. Na igrzyskach w Los Angeles Thompson startował również w sztafecie 4 × 100 metrów, która w finale zajęła 7. miejsce
Zdobył kolejne tytuły mistrzowskie w dziesięcioboju na mistrzostwach Europy w 1986 w Stuttgarcie i na igrzyskach Wspólnoty Narodów w 1986 w Edynburgu. Na tych ostatnich zawodach wywalczył także srebrny medal w sztafecie 4 × 100 m.
Thompson doznał niespodziewanej porażki na mistrzostwach świata w 1987 w Rzymie, gdzie zajął 9. miejsce. Chciał też zdobyć trzecie z rzędu złoto na igrzyskach olimpijskich w 1988 w Seulu, ale poważna kontuzja wyeliminowała go z wyścigu po medale i ukończył rywalizację na czwartym miejscu.
Przez całe lata 80. kibice pasjonowali się jego rywalizacją z Jürgenem Hingsenem. Ta dwójka co jakiś czas biła wzajemnie swoje rekordy świata, ale to Thompson wychodził zwycięsko na najważniejszych imprezach i był na nich niepokonany w latach 1979–1987.
Znany był ze swojego niepokornego charakteru i natury showmana. Podczas dekoracji medalowej na igrzyskach w Los Angeles gwizdał pod nosem brytyjski hymn. Na Igrzyskach Wspólnoty Narodów w 1982 r. odmówił niesienia flagi podczas ceremonii otwarcia, tłumacząc, że zmniejszyłoby to jego szanse na zdobycie złota. Mimo to w 1983 został udekorowany Orderem Imperium Brytyjskiego.